# Странци (албум)
Странци је четврти студијски албум српске поп-фолк певачице Тање Савић издат 2019. године за IDJ Tunes и КДМ мјузик. Музику и текстове су писали Корона и Римски, осим за песму Странци коју је радила Мина Митић, продуцент је Филип Младеновић. За све песме снимљени су музички спотови.

## Списак песама
1. За љубав ниси (3:39)
2. Хитна помоћ (3:39)
3. Лага лага (2:49)
4. Осуђени на бол (3:09)
5. Бај бај (3:27)
6. Странци (3:55)
7. Очи боје вискија (2:59)
8. Злочин без доказа (3:05)
9. Соба заблуде (3:32)
10. Погрешна адреса (3:06)